# Gerszon Lemberger
Gerszon Lemberger (ur. 8 stycznia 1909 w Warszawie, zm. 18 października 1958 w Nowym Jorku) – polsko-żydowski aktor, który zasłynął głównie z ról w przedwojennych żydowskich filmach i sztukach teatralnych w języku jidysz.

## Życiorys
W okresie międzywojennym wystąpił m.in. w filmach Za grzechy z 1936 r. (jako pomocnik szamesa) i Dybuk z 1937 r. (jako Nisan, ojciec Chanana).
W 1938 r. wyemigrował do Stanów Zjednoczonych, gdzie występował pod pseudonimem artystycznym Gustav Berger. W 1940 ożenił się z aktorką i śpiewaczką Fanią Rubiną. Rok wcześniej wystąpili wspólnie w głównych rolach jako małżeństwo w amerykańskim filmie My Son. Na emigracji został aktorem Yiddish Art Theater. Przyjaźnił się i współpracował z aktorem Feliksem Fibichem. Po raz ostatni pojawił się na ekranie w 1950 w roli szatana w filmie God, Man and Devil w reżyserii Josepha Seidena.

## Filmografia
- 1950: God, Man and Devil
- 1941: Mazel Tov Yidden
- 1939: My Son
- 1938: List do matki
- 1937: Dybuk
- 1936: Za grzechy